# 诺拉 (意大利)
诺拉是意大利坎帕尼亚大区那不勒斯省的一个镇，位于维苏威火山和亚平宁山脉之间的平原。
14年8月19日，罗马帝国开国皇帝屋大维在诺拉逝世。

## 名人
- 乔瓦尼·达诺拉：意大利雕刻家、建筑师
- 焦尔达诺·布鲁诺：意大利哲学家、数学家、天文学家